# Danke – Nächster!
Danke – Nächster! (Originaltitel: Kimler Geldi Kimler Geçti) ist eine türkische romantische Comedy-Serie, die am 9. Mai 2024 auf Netflix ihre Premiere feierte. Die zweite Staffel folgte 2025, eine dritte ist in Vorbereitung.

## Inhalt
Die Serie folgt der Geschichte von Leyla Taylan, einer erfolgreichen Anwältin, die nach einer schmerzhaften Trennung versucht, in der verwirrenden Welt des modernen Datings die Liebe zu finden. Unterstützt wird sie dabei von ihren besten Freundinnen und dem gutaussehenden Koch Şeyyaz.

## Besetzung und Synchronisation
Die deutschsprachige Synchronisation entstand nach den Dialogbuch von Nurcan Özdemir und Thomas Rock sowie unter der Dialogregie von Tayfun Bademsoy durch die Synchronfirma Interopa Film GmbH.
| Rolle        | Schauspieler       | Synchronsprecher   |
| ------------ | ------------------ | ------------------ |
| Leyla Taylan | Serenay Sarıkaya   | Özge Kayalar       |
| Ömer         | Metin Akdülger     | Daniel Fehlow      |
| Cem Murathan | Hakan Kurtaş       | Nick Forsberg      |
| Feyyaz       | Boran Kuzum        | Sebastian Kluckert |
| Sarp         | Ahmet Rıfat Şungar | Julian Tennstedt   |
| Tuba         | Bade İşçil         | Yesim Meisheit     |
| Esra         | Esra Ruşan️️️️         | Isabelle Höpfner   |
| Funda        | Meriç Aral         | Meryem Basar       |
| Murat        | Efe Tuncer         | Roland Wolf        |
| Can Taylan   | Kamil Güler        | Tayfun Bademsoy    |
| Defne Seyhun | Gülcan Arslan      | Katja Hiller       |
| Nil          | Sümeyra Koç        | Mascha Raykhman    |
| Beliz        | Zeynep Tuğçe Bayat | Beo Yalcin         |
| Ali          | Fatih Artman       |                    |
| Edis         | Edis               |                    |

## Produktion
Die Serie wurde von Ay Yapım produziert. Regie führte Bertan Başaran. Die Produzentin war Ece Yörenç. Die Dreharbeiten fanden von Juli bis September 2023 in den Städten Antalya, Bolu und Istanbul statt. Die Serie wurde am 9. Mai 2024 auf der Streaming-Plattform Netflix veröffentlicht.

## Episodenliste
Die komplette Staffel wurde am 9. Mai 2024 auf Netflix sowohl im Original als auch auf Deutsch erstveröffentlicht.
| Nr. (ges.) | Nr. (St.) | Deutscher Titel                | Originaltitel                                 | Regie          | Drehbuch                                  |
| ---------- | --------- | ------------------------------ | --------------------------------------------- | -------------- | ----------------------------------------- |
| 1          | 1         | #Situationship                 | İlişki Durumu Karışık                         | Bertan Başaran | Ayse Ozyilmazel, Özgür Taylan, Ece Yörenç |
| 2          | 2         | #Lovebombing                   | Aşşırı Aşk                                    | Bertan Başaran | Ece Yörenç                                |
| 3          | 3         | #Ghosting                      | Behlül Kaçar                                  | Bertan Başaran | Ece Yörenç                                |
| 4          | 4         | #Rückblende vs. Schnellvorlauf | İki İleri Bir Geri                            | Bertan Başaran | Ece Yörenç                                |
| 5          | 5         | #Benching                      | Yedek Kulübesi                                | Bertan Başaran | Ece Yörenç                                |
| 6          | 6         | #Gegenkontrolle                | İç Açılarının Toplamı                         | Bertan Başaran | Ece Yörenç                                |
| 7          | 7         | #WahrheitoderPflicht           | ya Gel Bana Sahici Sahici ya da Anca Gidersin | Bertan Başaran | Ece Yörenç                                |
| 8          | 8         | #Hochzeit                      | Düğün                                         | Bertan Başaran | Ece Yörenç                                |

2025 wurde eine zweite Staffel veröffentlicht. Auch hier wurden alle Episoden von Ece Yörenç geschrieben, Regie führte durchgängig Bertan Başaran.
| Nr. (ges.) | Nr. (St.) | Deutscher Titel         | Originaltitel                       |
| ---------- | --------- | ----------------------- | ----------------------------------- |
| 9          | 1         | #StressKardiomyopathie  | Kırık Kalp Sendromu                 |
| 10         | 2         | #Friendzone             | Arkadaşımın Aşkısın                 |
| 11         | 3         | #Jagdinstinkt           | Kaçan Kovalanır                     |
| 12         | 4         | #Microcheating          | Kuyruksuz Yalan                     |
| 13         | 5         | #DieStundehatgeschlagen | Parmağında Yüzükler                 |
| 14         | 6         | #AufWolkesieben         | Aşşırı Mutlu                        |
| 15         | 7         | #Wendepunkt             | Zurnanın Zırt Dediği Yer            |
| 16         | 8         | #Bungeesprung           | Minareden At Beni İn Aşağı Tut Beni |